# Riz triste
 (février 2025).
Le riz triste, ou riz aux œufs char siu, est un plat de Hong Kong, popularisé par le film comique The God of Cookery de Stephen Chow, sorti en 1996. Il se compose généralement de riz cuit, de char siu (porc laqué cantonais) et d’un œuf au plat, le tout accompagné de légumes tels que le choy sum.

## Origines
En 1992, le chef Dai Lung, alors à la tête d'un restaurant chinois à Hong Kong, comptait parmi ses clients l'acteur et réalisateur Stephen Chow. Après leur rencontre, Chow exprima son intérêt pour la réalisation d'un film centré sur l'univers des chefs et demanda à Dai Lung de concevoir un plat spécifique pour l'œuvre à venir. Ce dernier créa ainsi un plat simple composé de riz cuit, de char siu et d'un œuf au plat, qui fut présenté dans le film The God of Cookery sous le nom de « riz triste ». À la suite du succès du film, ce plat gagna en popularité à Hong Kong et devint une référence culinaire locale.